# Wurzeltrüffeln
Die Wurzeltrüffeln (Rhizopogon) bilden eine Gattung von Ektomykorrhiza-Pilzen in der Familie der Wurzeltrüffelverwandten.

## Beschreibung
Die Arten bilden unterirdische Fruchtkörper (englisch false truffles). Die allgemeinen morphologischen Merkmale der Rhizopogon-Fruchtkörper bestehen in einschichtigen oder doppelschichtigen Peridien, die eine Gleba, einen Hohlraum, umgeben, denen die Columella, ein steriles, mehr oder weniger säulenförmiges Gebilde, das von unten in die Gleba ragt, fehlt. Basidiosporen werden auf Basidien produziert, die innerhalb des pilzlichen Hymenium entstehen, welches die Innenseite der Gleba auskleidet. Das Peridium ist oft mit dicken „Kordeln“ (auch als Rhizomorphe bezeichnet) aus Myzel versehen, welche den Fruchtkörper an das umgebende Substrat heften.

## Ökologie

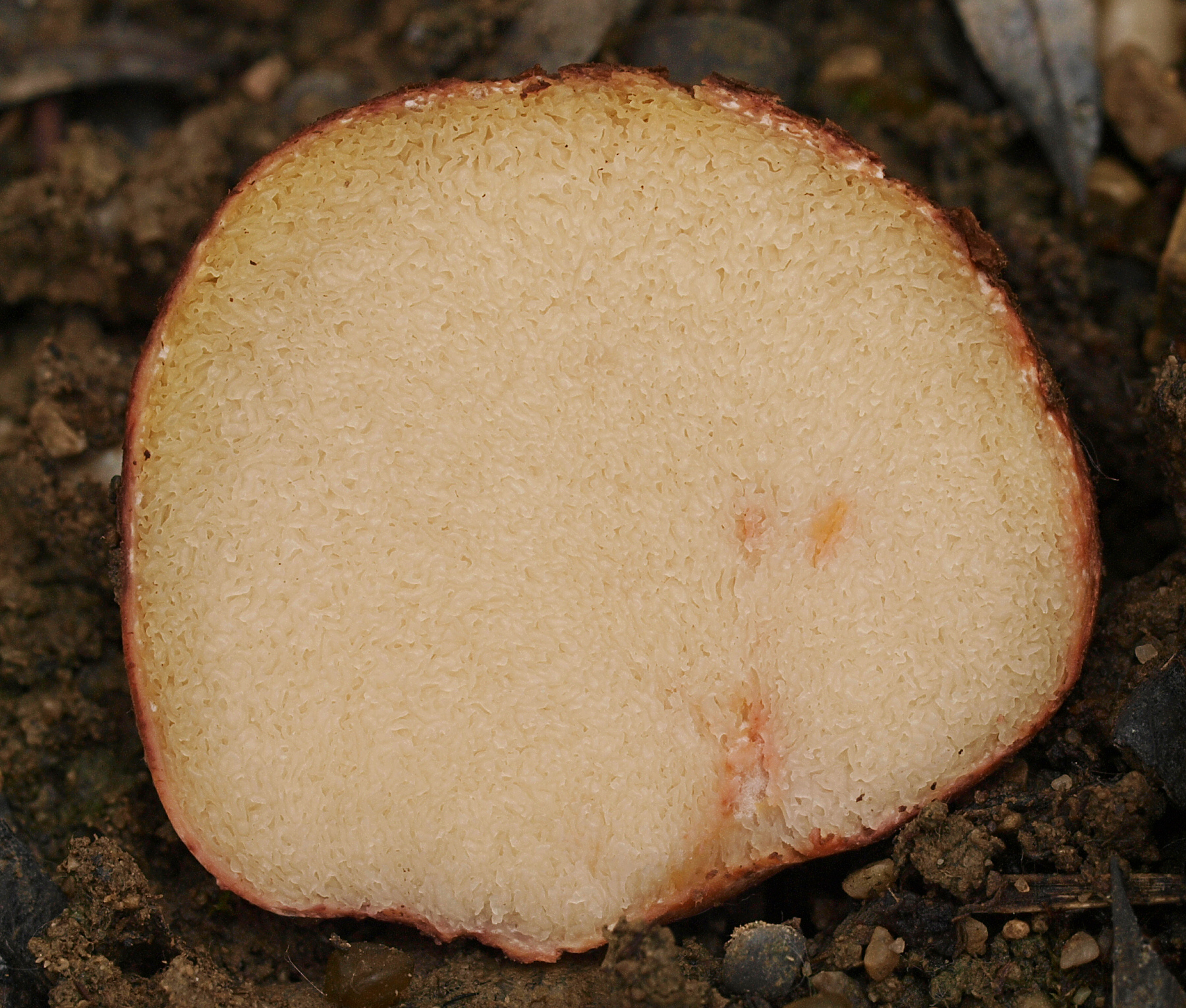
Ein Fruchtkörper von Rhizopogon roseolus im Querschnitt, der die Gleba zeigt

### Symbiose
Rhizopogon-Arten werden vorrangig als ektomykorrhizische Symbionten von Bäumen der Familie der Kieferngewächse gefunden, häufig bei Kiefern, Tannen und Douglasien. Aufgrund ihrer Symbiose mit den Bäumen nimmt man eine bedeutende Rolle der Arten innerhalb der ökologischen Beziehungen der Nadelwälder an. Aktuelle mikromorphologische Untersuchungen haben gezeigt, dass die Gattung Rhizopogon zu den Dickröhrlingsartigen gehört und sie eng mit den Schmierröhrlingen (Suillus) verwandt sind.

### Nahrung für Säuger und Sporenausbreitung
Rhizopogon-Arten sind im westlichen Nordamerika im Nahrungsspektrum vieler Kleinsäuger weit verbreitet, ebenso bei Hirschen.   Die Lebensfähigkeit der Sporen bleibt dabei erhalten und kann nach einer Darmpassage sogar erhöht sein, was die Säuger zu bedeutenden „Ausbreitern“ (englisch dispersal vectors) für Rhizopogon-Arten macht.

### Ökologie gestörter Flächen
Rhizopogon-Arten sind verbreitete Mitglieder der Pilz-Gemeinschaften, welche die Wurzeln von Bäumen beim Festsetzen der Setzlinge kolonisieren und auch in Altbeständen überdauern. Rhizopogon-Sporen sind im Boden langlebig, die Sporen einiger Arten können mindestens vier Jahre überleben und über die Zeit an Lebensfähigkeit gewinnen. Arten der Gattung Rhizopogon scheinen insbesondere nach Störungen wie Bränden oder Kahlschlägen auf den Wurzeln der sich etablierenden Setzlinge verbreitet zu sein. Rhizopogon-Arten sind auch abundate Kolonisierer von in Containern und im Freiland kultivierten Nadelbaum-Setzlingen, die in Böden aus Koniferen-Standorten gezogen wurden, welche keine Beobachtungen über Rhizopogon-Vorkommen auf den Wurzeln der reifen Bäume aufwiesen. Dies stützt die These, dass Rhizopogon-Arten ein wichtiger Faktor bei der Neubesiedlung gestörter Flächen durch Nadelwälder sind.

## Etymologie
Der wissenschaftliche Name Rhizopogon besteht aus den altgriechischen Worten ῥίζα (rhíza = „Wurzel“) und πώγων (pógon = „Bart“). Er wurde aufgrund der oft gefundenen Rhizomorphe an den Fruchtkörpern vieler Arten gewählt.

## Taxonomie und Systematik

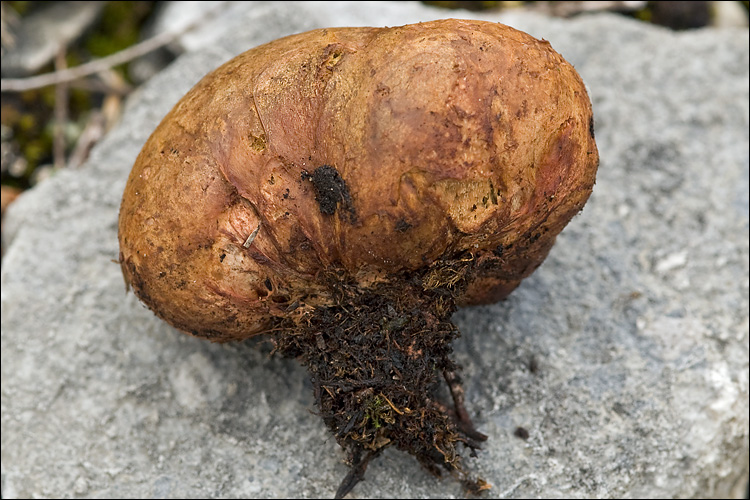
Ein Fruchtkörper von Rhizopogon luteolus (=obtextus) mit Rhizomorphen und anhängendem Substrat

Die Gattung Rhizopogon wurde 1817 von Elias Magnus Fries aus Europa erstmals beschrieben. Die Typus-Art ist Rhizopogon luteolus Fr. & Nordholm (1817). Die nordamerikanische Monographie stammt von Alexander H. Smith (1966), der Sanford Myron Zeller wegen seiner Beiträge zur Untersuchung der Gattung posthum als Zweitautor aufnahm. Eine europäische Monographie wurde Mitte der 1990er Jahre von Martin publiziert.

### Historische Klassifikation
Die Arten der Gattung Rhizopogon kommen im gesamten natürlichen und durch den Menschen ausgeweiteten Verbreitungsgebiet der Kieferngewächse vor. Obwohl dieses Gebiet den Großteil der gemäßigten Zone bedeckt, ist die Artenvielfalt der Gattung nur in Nordamerika und Europa gut untersucht. Es gibt gegenwärtig mehr als 150 beschriebene Arten innerhalb der Gattung. Die morphologischen Merkmale dieser Arten sind rätselhaft und variieren stark während der Reifung der Fruchtkörper. Dies führte zur Beschreibung mehrerer Arten, die letztlich nur unterschiedliche Entwicklungsstadien einer einzelnen darstellen.

### Moderne Klassifikation
In jüngster Zeit erlaubten molekular-phylogenetische Methoden die Revision der taxonomischen Konzepte. Diese ermittelten fünf Untergattungen:
- Rhizopogon subgen. Rhizopogon
- Rhizopogon subgen. Versicolores
- Rhizopogon subgen. Villosuli
- Rhizopogon subgen. Amylopogon
- Rhizopogon subgen. Roseoli

### Ausgewählte Arten
- Rhizopogon evadens
- Gelbliche Wurzeltrüffel (Rhizopogon luteolus)
- Rhizopogon occidentalis
- Rhizopogon parvisporus
- Rötliche Wurzeltrüffel (Rhizopogon roseolus)
- Rhizopogon vinicolor

## Nutzung

### Forstwirtschaft
Die erste absichtliche Nutzung von Rhizopogon-Arten in der Forstwirtschaft wird auf den Anfang des 20. Jahrhunderts datiert, als Rhizopogon luteolus ganz bewusst in Plantagen der Monterey-Kiefer (Pinus radiata) in Western Australia eingeführt wurde, nachdem zu beobachten war, dass das Wachstum Verbesserungsmaßnahmen erfordert. Seit dieser Zeit wurden Rhizopogon-Arten als Bestandteil von Fortswirtschaftsmaßnahmen vielfältig untersucht. Rhizopogon-Arten wurden als verbreitete Mitglieder von Ektomykorrhiza-Gemeinschaften identifiziert, die die Baumwurzeln von Kiefern- und Douglasien-Plantagen besiedeln. Bei natürlich vorkommenden Sporen von Rhizopogon roseolus (= R. rubescens) wurde nachgewiesen, dass sie die Sporen anderer Ektomykorrhizen in Kiefern-Plantagen auskonkurrieren, selbst wenn diese direkt auf die Wurzeln der Setzlinge aufgebracht wurden. Die Überlebens- und Wachstumsrate von Kiefern- und Douglasien- Setzlingen in Plantagen erhöhte sich nach „Impfung“ mit Rhizopogon-Arten.

### Gastronomie
Obwohl viele der Rhizopogon-Arten für essbar gehalten werden, werden doch die meisten in kulinarischer Hinsicht nicht hoch geschätzt. Eine bemerkenswerte Ausnahme bildet Rhizopogon roseolus (= R. rubescens), welcher in Ostasien, insbesondere in Japan, wo er traditionell als Shoro bekannt ist, als Delikatesse gilt. Techniken für den kommerziellen Anbau dieser Art in Kiefern-Plantagen wurden entwickelt und erfolgreich in Japan und Neuseeland angewandt.